# NGC 4586
NGC 4586 is een spiraalvormig sterrenstelsel in het sterrenbeeld Maagd. Het hemelobject werd op 2 februari 1786 ontdekt door de Duits-Britse astronoom William Herschel.

## Synoniemen
- UGC 7804
- MCG 1-32-122
- ZWG 42.187
- VCC 1760
- IRAS 12359+0435
- PGC 42241